# ドラゴンクエスト 少年ヤンガスと不思議のダンジョン
- ドラゴンクエストシリーズ > トルネコの大冒険シリーズ > ドラゴンクエスト 少年ヤンガスと不思議のダンジョン
- 不思議のダンジョンシリーズ > トルネコの大冒険シリーズ > ドラゴンクエスト 少年ヤンガスと不思議のダンジョン

『ドラゴンクエスト 少年ヤンガスと不思議のダンジョン』（ドラゴンクエスト しょうねんヤンガスとふしぎのダンジョン）は、2006年4月20日にスクウェア・エニックスより発売（北米未発売）されたPlayStation 2用ローグライクゲーム。ドラゴンクエストシリーズの外伝的作品（ドラゴンクエストシリーズ20周年記念作品）。拡張データディスク第3弾「ファイナルファンタジーXI アトルガンの秘宝」と同時発売。
携帯電話アプリ『ドラゴンクエスト 不思議のダンジョン MOBILE』および『ドラゴンクエスト もっと不思議のダンジョン MOBILE』についても述べる。
2002年までに全3作が発売された『トルネコの大冒険 不思議のダンジョン』シリーズに続く、新たな「不思議のダンジョン」シリーズ作品である本作は、『ドラゴンクエストVIII 空と海と大地と呪われし姫君』（以下『VIII』）のキャラクターのひとり「ヤンガス」の少年時代を描いている。ドラゴンクエストシリーズ最後のPS2用ソフトとなった。
ゲーム画面は『VIII』と同様、完全3Dとなっており、トゥーンレンダリングの技法が採用されている。
テレビCMやゲーム内のナレーションは八奈見乗児が担当。

## システム
ゲーム内容は『トルネコの大冒険 不思議のダンジョン』を踏襲しているローグライクゲームであるが、本作では『VIII』に存在した「テンション」システムが採用される。

### 仲間モンスター
『トルネコの大冒険3』で登場した仲間モンスターシステムが本作でも採用されている。本作では、モンスターを条件を満たしたうえで「モリーの壷」に吸い込むことにより仲間にすることができる。仲間にしたモンスターはヤンガスと一緒に戦うだけでなく、ヤンガスがそのモンスターと合体（上に乗る、足につかまる、頭に載せる、融合する）してダンジョンを進むこともできる。
合体
対応する種族の心を持ち、信頼度が一定以上の状態で「がったいしようぜ」の命令を選ぶと仲間と合体できる。乗る系、乗せる系、つかまる系、融合系の4種類があり、種類によって仲間の特技、特性を引き継げる。
乗せる系
モンスターをヤンガスの頭に乗せる形態。この状態では、ヤンガス→敵→仲間であった行動順がヤンガス→仲間→敵となり、実質的な二回攻撃が出来るようになる。また、乗せている仲間の特技も使用可能だが、能力無効系や連続攻撃系は発動しない。
乗る系
モンスターの背中にヤンガスが飛び乗った形態。この状態ではトゲの床に乗ってもダメージを受けなくなり、ツルツル床の影響も受けなくなる。また、すいちゅういどう持ちのモンスターに乗った場合は水中も移動できる（水中で合体を解除するとヤンガスは通過のお守りの装備時以外はフロアのどこかへワープする）。また乗ったモンスターの特技も使用できるが、能力無効系や連続攻撃系は発動しない。
つかまる系
飛んでいる仲間の足などをヤンガスがつかんで飛んでいる形態。この状態では空を飛んでいる為、地面がない場所も移動でき、トゲの床やツルツル床はもちろん、ワナが作動することもない（ただし、水中に落ちているアイテムを回収することはできない）。また合体している仲間の特技も使用可能だが、能力無効系や連続攻撃系は発動しない。
融合系
ヤンガスと仲間が融合している形態。他の形態と違い、呪文や攻撃系の特技は使用できないが、能力無効系や連続攻撃系の特技がヤンガスに適用されるようになる。また、かどぬけやかべぬけを持っていた場合、それもヤンガスに適用されるようになる。また、融合している仲間の種族によってヤンガスの顔も変わる。
信頼度
仲間モンスターにアイテムをあげたり、レベルを上げることによって上がっていく。最初は壷から出てくれないが、信頼度が上がることによって指示できる命令が増えたり配合可能になっていく。
つかれ（疲労度）
特技を使ったり、合体していると上昇する。また、ある程度成長すると疲れが取れにくくなる代わりに疲れにくくなる。一定以上貯まった状態でモリーの壷に戻すとつかれが減るまで壷から出なくなり、100%になると自動で壷に戻る。しかし戻る壷が無いと大混乱になり、ヤンガスの命令を無視して同士討ちを始めるうえフロアを移動するとはぐれて戦線離脱となる。大混乱を治すには仲間を壷に戻すしかない。
ドラゴンクエストモンスターズシリーズで使われていた「配合」システムにより、2匹の異なるモンスターから1匹の新しいモンスターを生み出すこともできる。

### 秘密の通路
あやしの地下水道からは普通と違う階段が出現することがある。この階段に入ることで、ゲルダやトルネコ、モリーと会えたり、全3階からなる特別なエリアを探索したりする秘密の通路に突入することができる。入り口は序盤ではすでに見えているが、進めるにつれてどこにあるか見えなかったり、罠に囲まれたりしていることが大半となってくる。
ダンジョンの場合
階層は3階までで、敵モンスターはどの階層から入っても固定な為、序盤ではかなり苦戦するが、中盤くらいからは休憩地点にもなる。また、落ちているアイテムは秘密の通路専用テーブルから抽選される為、比較的良いアイテムが落ちやすくなっている。落ちてる個数は基本的に通常と同じだが、クリア後のダンジョンではそうではないことが多い。クリア後の最初の3つのダンジョン、および竜骨、夢幻の宝物庫では3階にはアイテムは1つしか落ちていないが、強力なアイテムであることが多い。また呪われた地下庭園では、3階にアイテムが１つだけ落ちているが、1，2階には何一つアイテムは落ちてはいない。
ゲルダの場合
あやしの地下水道以降のすべてのダンジョンの秘密の通路に出現する。100ゴールドを払うことでゲルダに関するクイズに挑戦できる。クイズに正解するとアイテムが貰えるが、続けて答えることでさらに良いアイテムが貰える。しかし、外れればどれだけ進めても何ももらえなくなるが、その場合はもう一度100ゴールドを払って挑戦できる。また、何度もクイズに答えていくことでゲルダからもらえるアイテムがグレードアップしていき、最終的に彼女の焼き立てのパンや、一度きりだが元の作品のオマージュらしく破壊の鉄球（原作は怒りの鉄球だが）がもらえるようになる。
トルネコの場合
まぼろし雪の迷宮、盗賊王の迷宮、おそろしの大水道、まぼろしの大雪道の秘密の通路に出現する。ポッタルランドにいる時と同じくお金の預け入れや持ち物を売ることができる。ダンジョン内でお金を持ち出せるのでゴールドを持って入れないまぼろしの大雪道において真価を発揮する。
モリーの場合
まぼろし雪の迷宮以降、しゃくねつの大洞窟以外（仲間が持ち込めず、なおかつモリーの壺もこのダンジョンにはない為）の全てダンジョンの秘密の通路に出現する。ダンジョンで捕まえたモンスターを使って配合できる。そのため長いダンジョン（特に魔導の宝物庫）でよくお世話になる。ただし、名簿登録はされないので、死んだらそれまでであることに注意。また、竜骨の宝物庫のときに1つもモリーの壺を持ってない場合、マリーの出現イベントが見られる。

### 施設
ヤンガス達の家
ヤンガスの冒険の拠点。セーブをしたり、倉庫に道具を預けられ、トルネコが銀行の役割を果たしている。
牧舎
ポッピが管理するモンスター用の牧舎。魔物を預けたり、連れ出すことができ、ゲームが進むと安眠所が追加され、魔物を預けられる数が増加する。地下には配合所がある。
大工
六職人のカーペーが経営。有料で倉庫又は安眠所を拡張する。
道具屋
六職人のキュリオが経営。ヤンガスの探索に役立つ道具が売ってある。またストーリーが進むと牧者に預けているモンスターの信頼をあげられるお肉がキュリオの奥さんから買えるようになる。
武器屋
六職人のアムズが経営。序盤において役に立つ武器や盾がラインナップされている。
彫刻家
六職人のランスが経営。装備品に銘を彫ることでダンジョンで無くしても戻ってくるようにする。銘は一度ダンジョンから戻ると消える。
鍛冶屋
六職人のブラミが経営。武器、防具を鍛えられるが、一度鍛えるとダンジョンから戻るまで再び鍛えることが出来なくなる。ゲームが進むと合成や印の削除が可能になる。
魔法屋
六職人のマギーが経営。ダンジョンの探索に役立つ巻物や杖、配合の突然変異で必要な魔法の石が取り扱われている。また、アイテムにかかった呪いを解くこともできる。
カンダタ遺跡
ポタの大樹の根元にある不思議のダンジョンの入口。脇にある旅のトビラは旅の石版を手に入れると一度行ったことのあるダンジョンに行けるようになる。探索失敗した後でコンティニュー不可となった。

## ストーリー
パルミド地方で幅を利かせる盗賊団「ヤングライオン団」の頭領ヤンパー。その息子、ヤンガスは大盗賊カンダタに憧れ、一人前の盗賊を目指しているが、まだまだ父に仕事に連れて行ってもらえない。ある時ヤンパーは不思議の壷を持ち帰り、ヤンガスはこっそり壷を開けてみると、壷の中の世界、ポッタル族が暮らすポッタルランドへと吸い込まれてしまう。元の世界に戻るためにはポタの大樹を「大樹の水差し」という道具で復活させなければならない。ヤンガスは水差しを作れるという六職人を探すため、不思議のダンジョンへと旅立つ。

## 登場人物

### メインキャラクター
ヤンガス
声 - 下野紘（ライバルズ）
本作の主人公。いつか大盗賊になることを夢見る少年。12歳の頃、大盗賊である父ヤンパーの持ち帰った不思議な壷に吸い込まれ、その壷の中にある不思議な世界「ポッタルランド」を救うために冒険する。『VIII』の時点よりかなり細身であるが、顔の怖さはそのままである。本編であった頬の傷は、はじめの頃はついていないが、のちにとある理由でつくことになる。この作品では斧だけでなく、剣なども装備可能。
ゲルダ
『VIII』にヤンガスの知り合いとして登場した女盗賊。本作では少年ヤンガスと同世代の少女として登場する。母の病気を治せるパデキアの根っこを捜しにポッタルランドへやってきた。後にダンジョン内でヤンガスにクイズを出題し、正解するとアイテムをヤンガスに与える。また、本作ではクイズの出題内容から分かる通り、彼女の人柄や趣味嗜好の細かい部分が一つ一つ設定されている。
ポッピ
「ポッタルランド」に住むポッタル族の子供。身体は緑色で、頭の上に葉っぱのような器官をもつ。仲間モンスターの世話係となる。
モリー
『VIII』でモンスター・バトルロードを主催していた男。ヤンガスを「キッド」と呼ぶ。本作では仲間モンスターシステムのアドバイス役となり、モンスターの配合を担当。見た目は『VIII』の時代と変わっていない。後にダンジョン内でも配合を行うようになる。
トルネコ
『ドラゴンクエストIV 導かれし者たち』や『トルネコの大冒険』シリーズで活躍した商人。ヤンガスの友として登場し、彼に不思議のダンジョンについて教える。ヤンガスがいない間は家を守る。銀行も開いており、預けた金額に応じてアイテムをヤンガスに与える。「まどわしの森」では、ヤンガスが探索失敗時にやくそうをくれる。

### サブキャラクター
ヤンパー
ヤンガスの父親。盗賊団「ヤングライオン団」の首領。ある時不思議な壷を持ち帰り、ヤンガスの冒険のきっかけを作った。
シュロ
ポッタルランドの村長。ポタの大樹の中に住んでいる。
カーペー
ポッピの父親。口を囲うように生えた髭が特徴。大工をやっており、倉庫と安眠所を拡張する役割。
キュリオ
道具屋。冒険に役立つアイテムを販売する役割。後に彼の妻も肉を売る。
アムズ
武器屋。眼帯と黒髭が特徴。武器と盾を売る役割。
ランス
彫刻家。左眼にモノクルをつけている。装備品に銘を彫り、その装備はダンジョンで倒れても無くならなくなる。
ブラミ
鍛冶屋。眼鏡をかけている。武器、盾を鍛えたり合成したりする役割。後に装備品の印を外すこともできる。
マギー
魔法屋を経営している老婆。杖や巻物を売る役割。
ダンジョンじいさん
まどわしの森及びカンダタ遺跡の入口にいるポッタル族の老人。ダンジョンの特徴を教える役割。
インヘーラー
カンダタが不思議な壺にかけた「物をなんでも吸い込む魔法」が、人間たちの貪欲な欲望を吸い込み意識を持って誕生した魔物。吸い込んだものを逃がさぬよう、ポタの大樹を枯らし六職人を魔物にして洗脳していた。盗賊王の迷宮の最深部に待ち構えており、初期形態は不思議な壺に口が付いた様な姿だが、最終形態になると壺から飛び出た魔人の様な姿となる。
カンダタ
『ドラゴンクエストIII そして伝説へ…』に登場した大盗賊。本作では「伝説の盗賊王」といわれるほどの大物という設定。不思議な壺の主であり霊体状の思念で現れる。ヤンガスの素質に興味を持ち、自分の後継者になれる可能性を見出す。盗賊王の大宮殿ではヤンガスを試すべく、多数のカンダタ子分を引き連れて戦う。

## ダンジョン
本作のダンジョンはポタの大樹の根元から様々なダンジョンが枝分かれしている。最下層にはボスがおり、奥には新たなダンジョンにつながる階段が存在する。ダンジョンによっては最下層ではなく、途中の階層に階段があることも。また、障害物や鍵穴にさえぎられており、特定の手順を踏まないと入れないダンジョンもある。
まどわしの森（全5階）
本作のチュートリアルダンジョン。トルネコがダンジョンの進み方を教えてくれる。
カンダタ遺跡　昼の間（全6階）
ポタの大樹の根元から入れるダンジョン。ここから色んなダンジョンに入れる。
カンダタ遺跡　夜の間（全7階）
カンダタ遺跡　仲間モンスターを3匹連れていくことで昼の間の奥から入れる。ここから矢が拾えるようになる。また、トゲのワナが初登場する。
あやしの地下水道（全13階）
カンダタ遺跡 昼の間から かべこわし の能力を持つモンスターがいれば入れる。水路、秘密の通路が初登場。水中を移動できるモンスターが多い。また、ここから見えないワナが初登場する。
ならくの洞くつ（全16階）
カンダタ遺跡 夜の間から すいちゅういどう の能力を持つ仲間がいれば入れる。ここから行ったことのない場所は真っ暗になっていて、先が分からない。ゾンビ系モンスターが多い。落とし穴や状態異常を起こすワナも登場し始める。
しゃくねつのほら穴（全16階）
ならくの洞くつから ふゆう の能力を持つ仲間がいれば入れる。未識別アイテムが初登場。炎を操るモンスターが多い。また、ここから地雷のワナも登場する。
まぼろし雪の迷宮（全16階）
あやしの地下水道から ひのいき の能力を持つ仲間がいれば入れる。一面雪景色のダンジョン。滑る床が初登場。呪いのワナや召喚のワナなど、これまでよりも厄介なワナも登場する。
盗賊王の迷宮（全31階）
カンダタ遺跡 夜の間から つめたいいき の能力を持つ仲間がいれば入れる。1周目のラストダンジョン。これまで以上に強いモンスターや厄介な罠が登場する。

### 2周目以降に入れるダンジョン
ここからアイテムや仲間、ゴールドを持ち込めないダンジョンが登場する。
おそろしの大水道（全60階）
あやしの地下水道最奥部から入れる。持ち込み制限の無いダンジョンの中では一番深いダンジョン。後半は状態異常にしてくるモンスターが多数登場。
まぼろしの大雪道（全51階）
まぼろし雪の迷宮最奥部から入れる。仲間モンスター以外は持ち込めないダンジョン。装備はほとんど落ちておらず(秘密の通路には例外的にはんごろしの剣が落ちていることもある)、基本的に戦闘は仲間に任せることになる。
しゃくねつの大洞くつ（全30階）
しゃくねつのほら穴最奥部から入れる。何も持ち込むことが出来ないダンジョン。爆発物が多く登場し、これをいかに利用するかが攻略の鍵となる。
盗賊王の大宮殿（全100階）
盗賊王の迷宮の２つ目のカギ付き階段から入れる。2周目のラストダンジョン。何も持ち込めない。全100階層で、奥にはカンダタが待ち構える。
いにしえの闘技場（全11階）
盗賊王の迷宮の１つ目のカギ付き階段から入れる。1フロアに必ずモンスターハウスが存在し、特定の種族のモンスターが登場。前作のダンジョン「魔物の巣」に似ている。
もっとまどわしの森
まどわしの森の奥に広がるダンジョン。ある条件を満たすことで入れる。1階層ごとにボスが登場する。道具は全く落ちていない。
のろわれた地下庭園
盗賊王の迷宮の３つ目のカギ付き階段から入れる。お化け屋敷のような雰囲気のダンジョン。マップが表示されず、さらに常時暗闇状態なので、手探りで探索することになる。呪われたアイテムが多い。

### 3周目以降に入れるダンジョン
竜骨の宝物庫
しゃくねつの大洞窟から「ようがん石」を使うことで入れる化石だらけのダンジョン。仲間以外は持ち込めない。秘密の通路がよく登場し、強力なアイテムがそこで手に入る。お店は存在しない。
夢幻の宝物庫
いにしえの闘技場から「ひのいき」「つめたいいき」「 ふゆう」の能力を持つ仲間がいれば入れる。1~4回階段を降りる度にモンスターがどんどん強力になるダンジョン。高確率でモンスターハウスと店が出現する。能力を上げる草が多く、マイナス効果を引き起こす草は落ちていない。
魔導の宝物庫
まぼろしの大雪道から 「すいちゅういどう」か 「ふゆう」のどちらかと「 かべこわし」の能力を持つ仲間がいれば入れる。本作最難関かつ最後のダンジョン。深さはこれまでのシリーズの常識を覆す999階。100階以降は珍しいモンスターが多数出現する。

## 携帯アプリ

### ドラゴンクエスト 不思議のダンジョン MOBILE
日本国内でスクウェア・エニックスより配信されている携帯電話アプリ。2006年8月7日よりiアプリ版（FOMA90x以降対応）、2007年4月5日よりEZアプリ（BREW）版、2008年5月14日よりS!アプリ版が配信されていた。
2018年3月31日にサービス終了している。
正式サービス開始に先駆け、2006年4月10日より無料体験版が配信されていた。「N902iS」「N902iX HIGH-SPEED」「N903i」には無料体験版の続編がプリインストールされ、このプリインストール版でのデータは正式版へ継承可能となっている。
『VIII』で登場した「錬金」でアイテムを合成するシステムを採用している。

### ドラゴンクエスト もっと不思議のダンジョン MOBILE
上記の続編。前作のシステムを踏襲しつつキャラクターを一新した完全新作の携帯電話アプリ。2009年9月14日よりiアプリ版（FOMA90x以降対応）、2010年4月15日よりEZアプリ（BREW）版が配信されている。
前作からの大きな変更点として、プレイヤーキャラクターに「職業」の概念が追加され、それに伴い職業独自の「スキル」を使用することが可能となっている。また、従来のドラゴンクエスト作品にはないオリジナル職業や新規アイテムも登場する。
docomo PRIME seriesの「F-01B」「SH-01B」「P-01B」「N-02B」には無料体験版がプリインストールされ、このプリインストール版でのデータは正式版へ継承可能となっている。

#### 登場人物（MOBILE）
主人公（デフォルト名なし）
本作の主人公。ゲームスタート時に性別を選択できる。ひとかどの冒険者になるために旅をしている若者で、初期の職業は特定のスキルを持たない『たびびと』である。
シリーズ特有の「はい / いいえ」でのみ意思表示できるが、町の人々への対応を見る限り、相当のお人好しである。
ホフマン
主人公が道すがら出会った若者。自分の店を持つことを夢見て旅をしていた。『IV』に登場する「宿屋の息子・ホフマン」と何らかの関係があるかは不明である。
ルイーダ
とある理由によって『ダーマ神殿』を訪れた女性。従来作品の彼女と同一人物かは不明である。
クィーン・トッシーオ
「奇跡の職業マスター」の異名を持つ、オネエ言葉で喋る。本人いわく、あらゆる職業をマスターしており、その実力は計り知れない。クエストに応じて主人公に様々な助言をしてくれる。

#### 職業
職業は各種クエストをクリアしていくことにより転職可能となる。当作品でのみ就けるオリジナル職業もある。
たびびと
主人公がゲーム開始時に就いている職業。特定のスキルを持っておらず、能力値の伸び方も平均的。
戦士
「ちから」が高く、重装備ができる。スキルは「なぎはらい」「こわいかお」などを覚える。
魔法使い
「かしこさ」が高く、強力な攻撃魔法を覚えていく。スキルは「メラ」「ラリホー」などを覚える。
スライムつかい
従来のドラゴンクエスト作品にはないオリジナル職業。スキルは「スラおとし」「スラ・バーニング」などを覚える。

## 攻略本
- Vジャンプブックス ドラゴンクエスト 少年ヤンガスと不思議のダンジョン　仲間といどむ冒険の書（ISBN 978-4-08-779367-3）
- SE-MOOK ドラゴンクエスト 少年ヤンガスと不思議のダンジョン 公式ガイドブック（ISBN 978-4-7575-1698-4）